# Verkeersregelautomaat

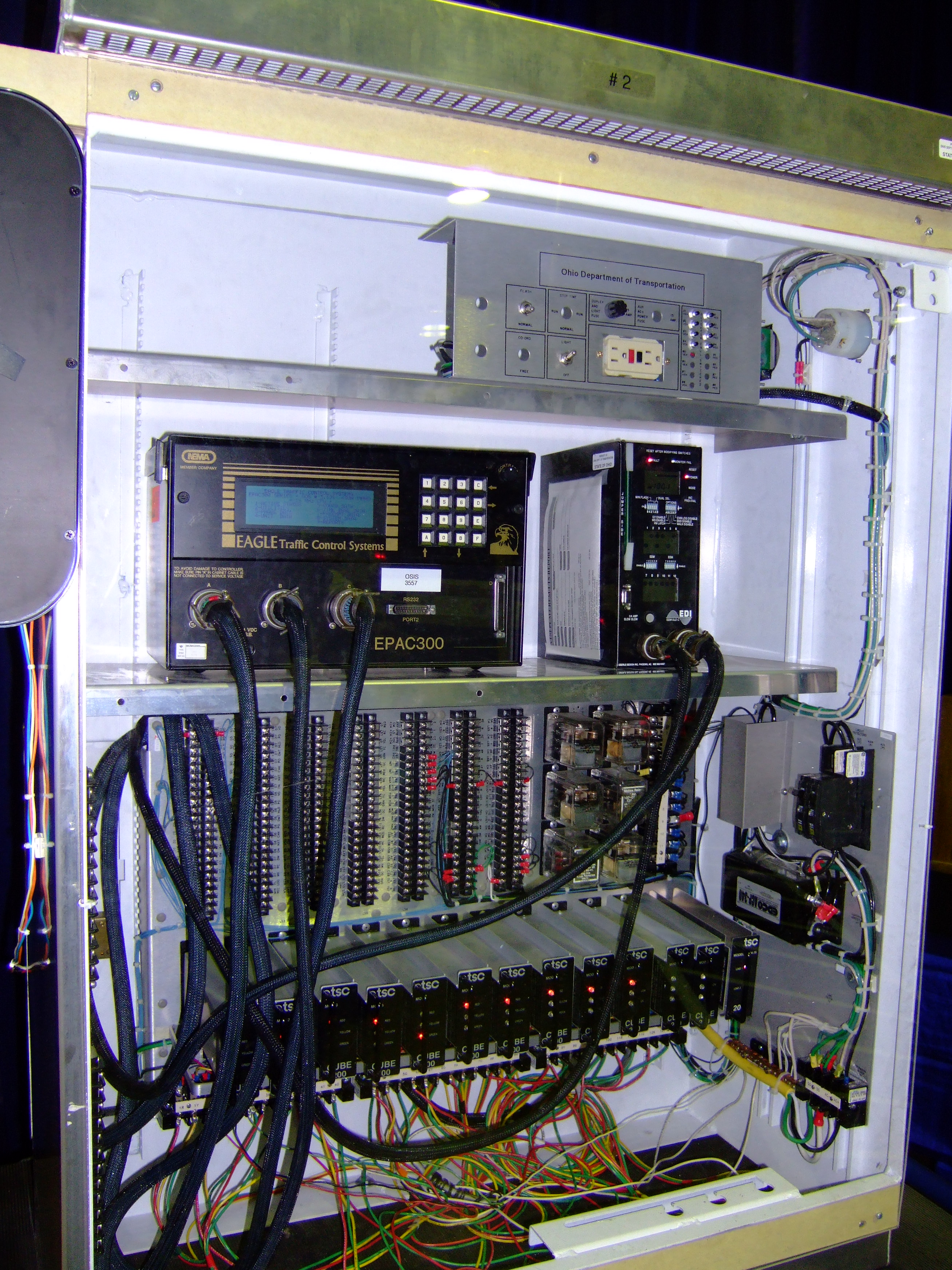
Binnenkant van een verkeersregelautomaat

Verkeersregelautomaat of verkeersregeltoestel is een term uit de verkeersregeltechniek. De verkeersregelautomaat maakt deel uit van een verkeersregelinstallatie (VRI). In de verkeersregelautomaat worden alle binnenkomende signalen (zoals detectiesignalen) bewerkt en worden de verkeerslichten aangestuurd. Een verkeersregelautomaat is te vinden in de nabijheid van het kruispunt dat met verkeerslichten wordt geregeld.

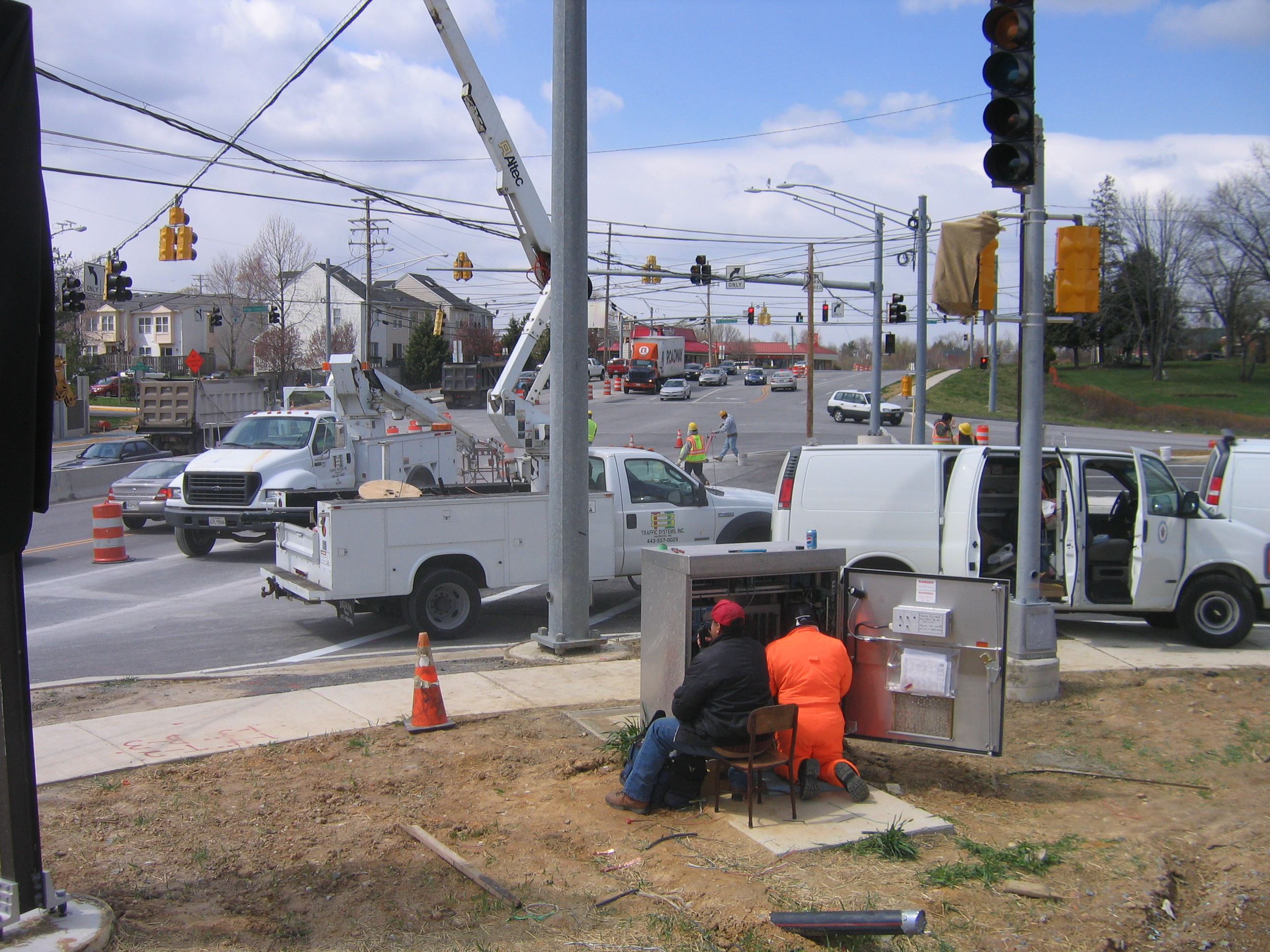
Werknemers voeren werkzaamheden uit aan de verkeersregelautomaat